# خوک‌های دیسکو
خوک‌های دیسکو (به انگلیسی: Disco Pigs) درامی عاشقانه و جنایی محصول سال ۲۰۰۱ ایرلند به کارگردانی کیرستن شریدان و نویسندگی اندا والش است. والش فیلمنامهٔ این فیلم را از نمایشنامه‌ای به همین نام و نوشتهٔ خودش(۱۹۹۶) اقتباس کرده‌است. کیلین مورفی و الین کسیدی در این فیلم نقش دو نوجوان اهل کورک را دارند که دوستی مادام‌العمر و ناسالمشان با قدم گذاشتن تدریجیشان به بزرگسالی در حال فروپاشی است.

## داستان
داستان فیلم به رابطهٔ بسیار صمیمی دو قهرمان نوجوان، دارن (کیلین مورفی) و شِنِید (الین کسیدی) می‌پردازد که یکدیگر را پیگ (به معنای خوک) و رانت (به معنای خوک کوچک) صدا می‌زنند. پیگ و رانت در یک بیمارستان و تقریباً در یک زمان به دنیا آمده و در کنار یکدیگر و در منازلی دیوار به دیوار بزرگ شده‌اند. همین مسئله باعث شده رابطهٔ صمیمی و بسیار نزدیکی با هم داشته باشند. آنها در دنیای خودشان زندگی می‌کنند و به ندرت با افراد دیگر تعامل دارند. وقتی هم سر و کارشان با دیگران می‌افتد خصومت و دشمنی حرف اول را می‌زند. رابطهٔ آنها همچنان که بسیار شدید و ناسالم است تا قبل از تولد ۱۷ سالگیشان افلاطونی باقی می‌ماند.
این رابطه در نهایت باعث نگرانی اولیای مدرسه می‌شود و با همکاری والدین رانت و مادر مجرد پیگ، رانت که سازگارتر به نظر می‌رسد به مدرسهٔ شبانه‌روزی فرستاده می‌شود. پیگ از این اتفاق طوری درمانده می‌شود که تصمیم می‌گیرد از خانه فرار کند و خودش را به رانت برساند.
پیگ در هفدهمین سالگرد تولدشان به مدرسهٔ رانت می‌رسد و از او می‌خواهد که همراه او آنجا را ترک کند. دو دوست به کلوپی شبانه می‌روند و رانت با پسری به نام مارکی که قبلاً هم به او ابراز محبت کرده می‌رقصد. پیگ از خشم و حسادت طوری با مارکی درگیر می‌شود که جانش را زیر ضربات مشت و لگد می‌گیرد. پیگ و رانت راهی ساحلی می‌شوند که اغلب اوقات در آنجا وقت می‌گذرانند. صبح روز بعد، پیگ که می‌داند با اتفاق پیش آمده سرانجامشان جدایی است بدون مقاومت خودش را به دست رانت می‌سپارد تا او را از بند زندگی آزاد کند. در صحنهٔ پایانی فیلم رانت به اقیانوس خیره شده و در این فکر است که بقیه زندگیش در تنهایی و نبود پیگ چگونه خواهد بود.

## بازیگران
- الین کسیدی در نقش رانت
- کیلین مورفی در نقش پیگ
- سارا گالگر در نقش پنج سالگی رانت
- چارلز بارک در نقش پنج سالگی پیگ
- النور مثون در نقش مادر پیگ
- جرالدین اورا در نقش مادر رانت
- برایان اوبرن در نقش پدر رانت
- دارن هیلی در نقش مارکی

## تحلیل شخصیت‌ها
کیلین مورفی ایفاگر نقش دارن/ پیگ است و در نسخهٔ تئاتری این فیلم نیز در همین نقش بازی کرده‌است. رانت تنها کسی است که پیگ را به خوبی می‌شناسد. پیگ فردی بسیار درونگرا است و از ابراز محبت آشکار بسیار بدش می‌آید. درک دنیایی که رانت در آن وجود نداشته باشد برای او امکان‌پذیر نیست. دو دوست دنیایی برای خودشان ساخته‌اند که در آن میان واقعیت و خیال چندان مرزی وجود ندارد و ماهیت وجودی خودشان نیز در آن به هم پیوسته و غیرقابل تفکیک است. پیگ از شخصیتی رویاپرداز، غریب و شکننده برخوردار است.
الین کسیدی ایفای نقش رانت را به عهده دارد. رانت شخصیتی آرامتر از پیگ دارد. وقتی اوضاع درمورد پیگ بیخ پیدا می‌کند این رانت است که بی سر و صدا وارد عمل می‌شود. او همانقدر که از پیگ ساکتتر است نسبت به او از شخصیتی مستقل‌تر هم برخوردار است. در نسخهٔ تئاتری فیلم آیلین والش نقش رانت را روی صحنه بازی کرده‌است.

## افتخارات
- برندهٔ مدال طلای جشنوارهٔ فیلم جیفونی ایتالیا برای کیرستن شریدان / ۲۰۰۲
- برندهٔ جایزهٔ کارگردانی هنرمندانه برای کیرستن شریدان / ۲۰۰۲
- نامزد بهترین فیلم بلند / جوایز سینمایی و تلویزیونی ایرلند / ۲۰۰۳
- نامزد بهترین کارگردانی فیلم بلند / جوایز سینمایی و تلویزیونی ایرلند / ۲۰۰۳
- نامزد بهترین بازیگر نقش اول مرد برای کیلین مورفی / جوایز سینمایی و تلویزیونی ایرلند / ۲۰۰۳
- نامزد بهترین بازیگر نقش اول زن برای الین کسیدی / جوایز سینمایی و تلویزیونی ایرلند / ۲۰۰۲
- نامزد جایزهٔ بهترین فیلم جشنوارهٔ بین‌المللی مولودیست اوکراین / ۲۰۰۲
- نامزد جایزهٔ بهترین بازیگر نقش اول زن جوایز سینمای مستقل بریتانیا برای الین کسیدی / ۲۰۰۲
- نامزد جایزهٔ داگلاس هیکاکس سینمای مستقل بریتانیا برای کیرستن شریدان / ۲۰۰۲[۳]